# Alonso de Portillo
Alonso de Portillo (Astorga, siglo XV), fue un orfebre español. 

## Biografía
Se conoce su nombre y lugar de residencia gracias a la inscripción que dejó grabada en el cañón de la cruz procesional de Villar de los Barrios, descubierta por el profesor Manuel Gómez-Moreno:  

Esta cruz fyço alonso de portyllo platero de Astorga

Este artista firmaba sus obras a veces con su apellido y a veces tan solo con la inicial de su nombre sobre la que escribía una pequeña *O*, siendo de los pocos autores que se preocuparon por añadir una firma. Fue conocido y muy bien considerado en su tiempo, con una gran actividad profesional tanto en Astorga como en El Bierzo. Tuvo encargos muy destacados, sobre todo por parte del cabildo de la catedral astorgana, donde se conserva una de las piezas más ricas: el cáliz. Está elaborado con la técnica del esmalte traslúcido y lleva un repertorio goticista de imágenes al que acompañan las inscripciones ornamentales.